# Reprezentacja Gibraltaru w piłce siatkowej kobiet
Reprezentacja Gibraltaru w piłce siatkowej kobiet – narodowa reprezentacja tego kraju, reprezentująca go na arenie międzynarodowej. Za jej funkcjonowanie odpowiedzialny jest Gibraltar Volleyball Association (GVA). Drużyna jeszcze nigdy nie wystąpiła na Mistrzostwach Świata i na Mistrzostwach Europy. Uczestniczyli tylko raz w turnieju kwalifikacyjnym do Mistrzostw Europy Małych Państw 2007, ale zakończyli go jako ostatni w swojej grupie i nie zakwalifikowali się.